# Elaeocarpus clethroides
Elaeocarpus clethroides är en tvåhjärtbladig växtart som beskrevs av Schlechter. Elaeocarpus clethroides ingår i släktet Elaeocarpus och familjen Elaeocarpaceae. Inga underarter finns listade i Catalogue of Life.